# Peter Valent
Peter Valent (* 9. Oktober 1962 in Wien) ist ein österreichischer Hämatologe und Stammzellforscher. Seit 1990 leitet er eine Arbeitsgruppe an der Medizinischen Universität Wien. Seit 2002 koordiniert er das Europäische Kompetenznetzwerk für Mastozytosen und seit 2008 ist er wissenschaftlicher Direktor des Ludwig Boltzmann Instituts für Hämatologie und Onkologie der Ludwig Boltzmann Gesellschaft.

## Leben und Ausbildung
Peter Valent studierte an der Universität Wien Medizin, promovierte 1987 und ist Facharzt für Innere Medizin, Hämatologie und Onkologie. Seine Habilitation im Fachgebiet Experimentelle Hämatologie folgte 1992. Im Jahr 1995 habilitiert er im Fachgebiet Innere Medizin. Ab 1997 folgten Forschungsaufenthalte am Pathologischen Institut der Universität Tübingen, am Institut für Pathologie der Universität Schleswig-Holstein (Campus Lübeck) und am Pathologischen Institut der LMU München.

## Wirken und wissenschaftliche Beiträge

### Beiträge zur Mastzellforschung und Klassifikation der Mastozytosen
Zwischen 1989 und 1999 untersuchte Valent den Phänotyp und das Wachstumsverhalten der humanen Gewebsmastzellen. Diese Arbeiten zeigten, dass die Mastzellen ein eigenständiges Zellsystem der Blutbildung sind. Darauf aufbauend erfolgte die Untersuchung der entarteten (neoplastischen) Mastzellen. Diese Arbeiten trugen zur Entwicklung von diagnostischen Kriterien und zur Erstellung der WHO-Klassifikation der Mastozytosen bei. Valent organisierte dazu auch eine internationale Arbeitskonferenz in Wien im Jahr 2000 (Year 2000 Working Conference on Mastocytosis), welche als Geburtsstunde der WHO-Klassifikation der Mastzell-Erkrankungen gilt. Seit dem Jahr 2002 koordiniert Valent ein Europäisches Kompetenz-Netzwerk (European Competence Network on Mastocytosis), welches Grundlage für zahlreiche internationale Kooperationen und Aktivitäten auf dem Gebiet der Mastozytose ist. In den folgenden Jahren wurden die diagnostischen Kriterien validiert, ergänzt und erweitert. Dazu folgten weitere Konferenzen in Wien zum Thema Mastozytose. 2005 organisierten Peter Valent und sein Team eine Konferenz zum Thema Standardisierung der Diagnostik und Therapie der Mastozytosen. Im Jahr 2010 folgte eine Konferenz zum Thema Globale Klassifikation der Mastzellerkrankungen und Mastzellaktivierungs-Syndrome.

### Weitere wissenschaftliche Schwerpunkte
Ein weiterer Schwerpunkt ist die Erforschung von Leukämiestammzellen. Valent untersucht diese Zellen in verschiedenen hämatologischen Erkrankungen und erstellt Konzepte, welche die schrittweise Entwicklung der Leukämiestammzellen aus normalen Stammzellen erklären. Überdies werden potentielle therapeutische Zielstrukturen untersucht, mit dem Ziel, Leukämiestammzellen zu eliminieren und damit anti-leukämische Therapien zu verbessern. Diese Projekte werden vor allem im Ludwig Boltzmann Institut für Hämatologie und Onkologie durchgeführt. Speziell untersucht werden die akute myeloische Leukämie, die chronische myeloische Leukämie, die systemische Mastozytose und die myelodysplastischen Syndrome.

## Publikationen
Valent ist Mitglied in zahlreichen wissenschaftlichen Organisationen und hat seit 1988 über 850 Publikationen veröffentlicht, darunter mehr als 500 Originalarbeiten, über 200 Übersichtsartikel und zahlreiche Buchbeiträge. Er publizierte dabei auch zahlreiche Lehrbuchkapitel. In den Jahren 2001, 2008 und 2016 zeichnete er als Autor der WHO Buchkapitel zum Thema Mastozytose. Peter Valent ist einer der am häufigsten zitierten Wissenschaftler aus dem deutschsprachigen Raum auf dem Gebiet der Immunologie in den Jahren 2011 bis 2015. In Österreich zählt er zu den Top 5 Wissenschaftlern im Bereich der Medizin (Stand Juni 2022 - https://research.com/scientists-rankings/medicine/at). Insgesamt wurden seine Arbeiten bis März 2019 über 35.000 mal zitiert und sein h-Index beträgt 103 (Stand April 2022). Peter Valent ist derzeit auf Platz #777 der weltbesten Wissenschaftler für den Fachbereich Biologie und Biochemie (Stand April 2022), und auf Platz #913 der weltbesten Wissenschaftler für den Fachbereich Medizin (Stand Juni 2022 - https://research.com/scientists-rankings/medicine). 

## Auszeichnungen
Valent erhielt zahlreiche nationale und internationale Auszeichnungen, darunter der Karl Landsteiner-Preis der Österreichischen Gesellschaft für Allergologie und Immunologie, der Paracelsus-Preis der Österreichischen Gesellschaft für Innere Medizin, der Wilhelm-Türk-Preis der Österreichischen Gesellschaft für Hämatologie und Onkologie, der Theodor-Billroth-Preis der Ärztekammer in Österreich, der Mack Forster Award der European Society for Clinical Investigation und der Middle European Award for Interdisciplinary Cancer Research.